# Хертен
Хертен (њем. Herten) град је у њемачкој савезној држави Северна Рајна-Вестфалија. Једно је од 10 општинских средишта округа Реклингхаузен. Према процјени из 2010. у граду је живјело 63.133 становника. Посједује регионалну шифру (AGS) 5562020, NUTS (DEA36) и LOCODE (DE HRT) код.

## Географски и демографски подаци
Хертен се налази у савезној држави Северна Рајна-Вестфалија у округу Реклингхаузен. Град се налази на надморској висини од 75 метара. Површина општине износи 37,3 km². У самом граду је, према процјени из 2010. године, живјело 63.133 становника. Просјечна густина становништва износи 1.691 становника/km².

## Међународна сарадња
| Мјесто    | Држава               | Врста сарадње | Од    |
| --------- | -------------------- | ------------- | ----- |
| Арас      | Француска            | партнерство   | 1984. |
| Шчитно    | Пољска               | партнерство   | 2009. |
| Донкастер | Уједињено Краљевство | партнерство   | 1989. |
| Извор     |                      |               |       |